# Papillot

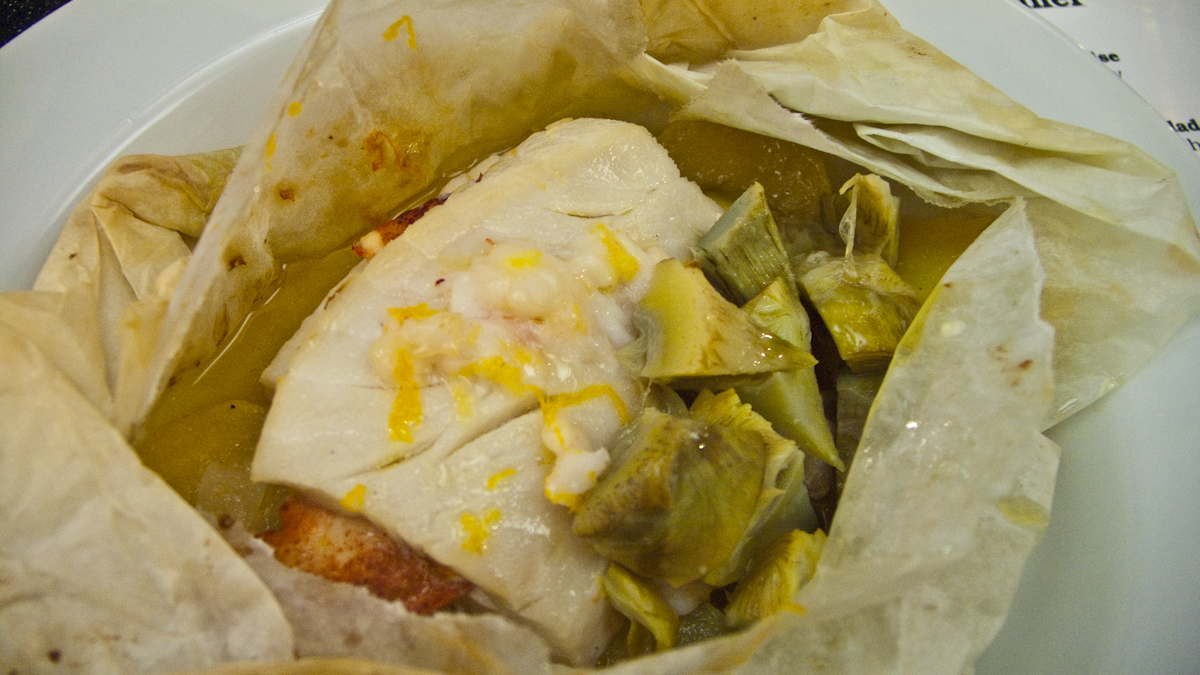
Bacalao negro en papillot.

El papillot es una técnica de cocina que consiste en la cocción de un alimento en un envoltorio resistente al calor, como puede ser un papel de aluminio, o un papel sulfurizado. El alimento empleado en esta técnica suele ser de consistencia blanda: generalmente pescados de diferentes tipos o verduras frescas. La denominación papillot se aplica a los platos elaborados con esta técnica, de esta forma se tienen truchas al papillot, merluza al papillot, verduras al papillot, etcétera.

## Modo de operación
El papillot se empieza a elaborar con aceite/mantequilla aplicado sobre su superficie, posteriormente se suele cerrar herméticamente con el alimento a cocinar de tal forma que al introducirlo en el horno el envoltorio se hincha debido a la presión del vapor y cocina con sus vapores el alimento, se sirve muy caliente. 

## Confusión
No debe confundirse con el papillote, que es un adorno de papel (a modo de origami) que se emplea en el acabado de algunos platos, con el objeto de que no se vea el hueso. Se emplea frecuentemente en las piezas asadas de aves de gran tamaño.